# Knidocysta
Knidocysta, knida, zwana też parzydełkiem lub parzawką – specyficzny organ zaczepno-obronny zlokalizowany wewnątrz komórki parzydełkowej (knidocytu) parzydełkowców (Cnidaria).